# Dodenmars (Tweede Wereldoorlog)

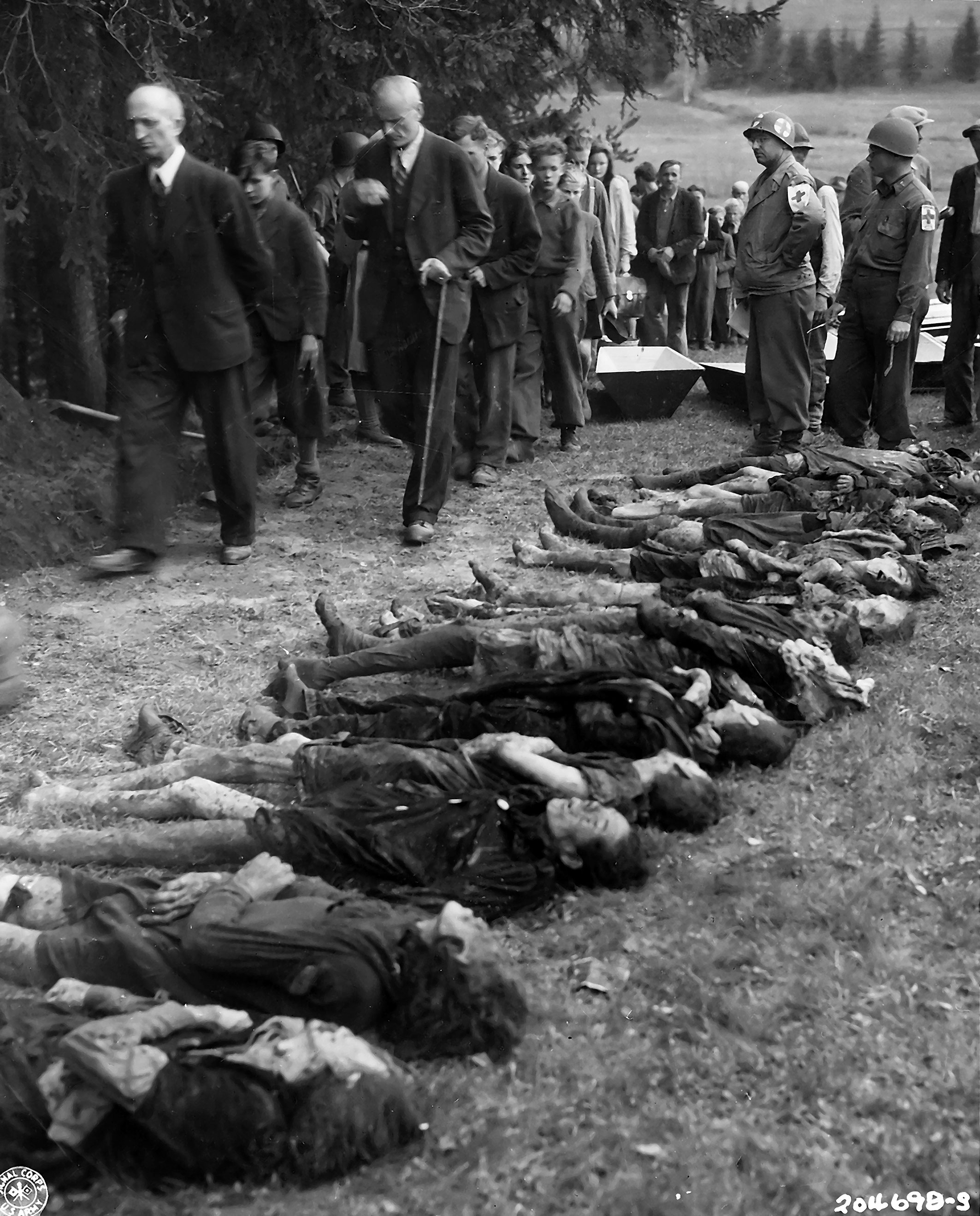
11 mei 1945: Duitse burgers worden gedwongen om langs de lichamen van Joodse vrouwen te lopen die omkwamen tijdens een dodenmars.

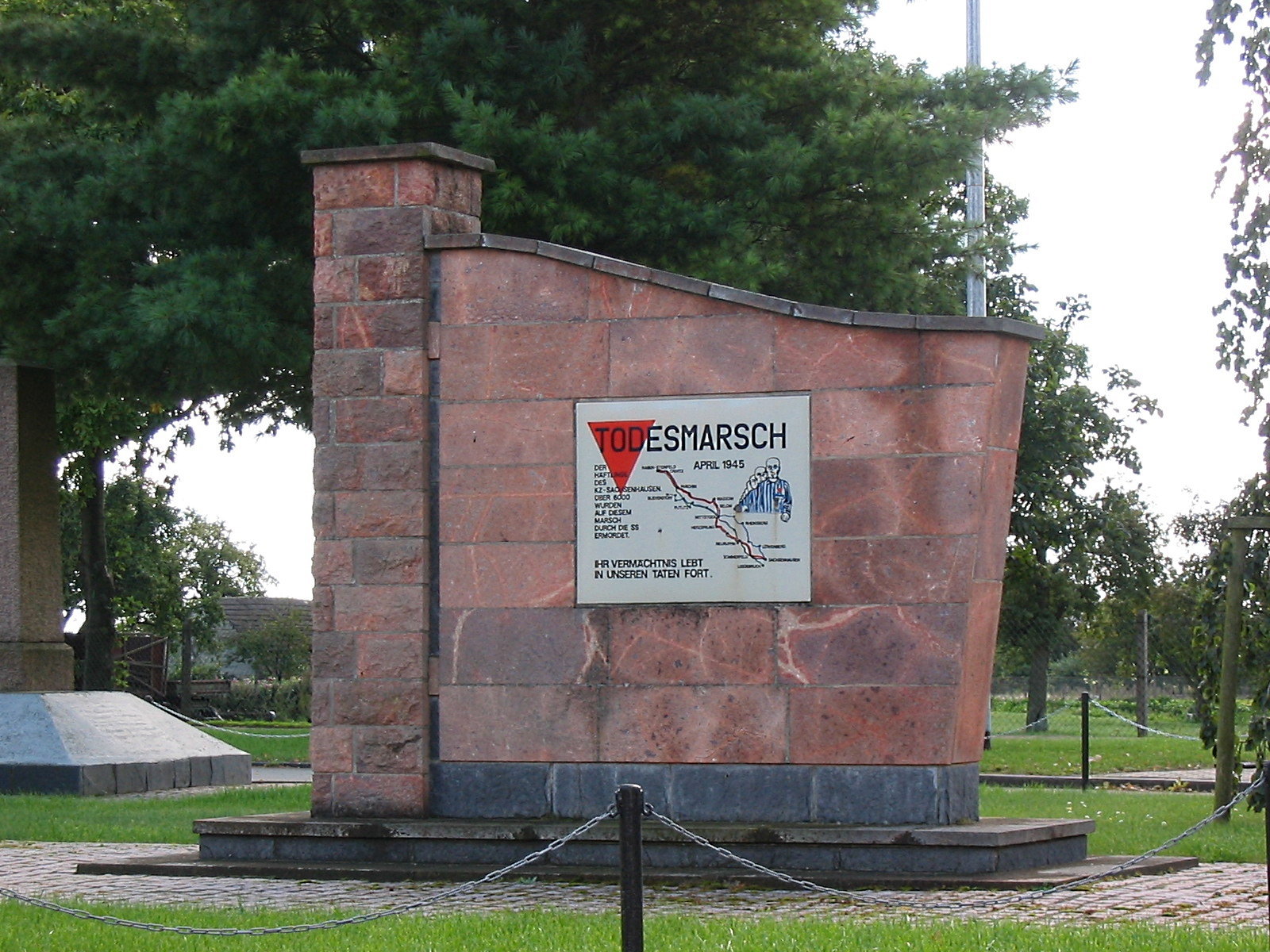
Gedenksteen dodenmars Blievenstorf.

Een dodenmars is een deportatie, geheel of deels te voet, onder levensbedreigende omstandigheden. De stoet wordt begeleid door bewakers die de gevangenen opjagen en treuzelaars en achterblijvers doden. Ook de slechte omstandigheden eisen vaak, naast het geweld door de bewakers, veel slachtoffers.
Aan het einde van de Tweede Wereldoorlog dwongen terugtrekkende Duitsers diverse keren gevangenen van concentratiekampen, veelal Joden, tot een dodenmars. Deze vonden plaats tussen herfst 1944 en april 1945. De nazi's wilden de sporen van de concentratiekampen uitwissen en besloten de nog levende gevangenen uit de kampen te halen. Door de miserabele omstandigheden en het gewelddadige optreden van bewakers kwam ongeveer een kwart miljoen mensen om het leven. Deze dodenmarsen zijn het bekendst maar niet de enigen. Een bekende dodenmars georganiseerd door de Japanners was de Dodenmars van Bataan, en een bekende dodenmars buiten de Tweede Wereldoorlog was de Trail of Tears.

## Voorbeelden
Voorbeelden van deportaties die als dodenmarsen kunnen worden gezien zijn:
- De verschillende deportaties van de indianenvolkeren door het leger van de Verenigde Staten naar het Indian Territory (het latere Oklahoma) of naar reservaten. De meest bekende hiervan was de Trail of Tears. Een groot deel van de gedeporteerden overleefde dit niet.
- Tijdens de Afrikaanse slavenhandel werden slaven vanaf de plaats van hun gevangenneming of een centraal verzamelpunt gedwongen geketend naar havenplaatsen te lopen, waar ze werden verkocht aan Europese of Arabische slavenhandelaren. Slaven die te verzwakt waren en niet snel genoeg konden meekomen werden achtergelaten om te sterven of ter plekke gedood.
- In 1127, tijdens de Jin-Song oorlog, voerde de Jin-dynastie na de inname van de vijandelijke hoofdstad de keizerlijke familie plus aanhang (ca. 14.000 mensen) af naar hun eigen hoofdstad. De gehele afstand moest te voet worden afgelegd en velen haalden het niet.
- Koning Leopold II van België liet Congolese kinderen ontvoeren en deporteren naar speciale scholen waar ze zouden worden voorbereid op het soldatenbestaan en toetreding tot de Openbare Weermacht. Een groot deel overleefde deze gedwongen marsen niet.
- In 1915 deporteerden de Russen 150.000 etnische Duitsers uit Volhynië naar Siberië.
- Tijdens de Armeense Genocide werden Armenen massaal gedeporteerd naar kampen in Syrië. Door slechte omstandigheden en geweld door bewakers overleefde een deel van hen deze voettochten niet. Wie het einddoel haalde was nog niet veilig: in de 25 concentratiekampen in Syrië zouden nadien honderdduizenden Armenen worden gedood.
- De dodenmarsen tijdens de Holocaust (zie hieronder).
- De Dodenmars van Bataan van 1942. De Japanners dwongen hier Amerikaanse en Filipijnse krijgsgevangenen tot zich lopend te verplaatsen naar de krijgsgevangenenkampen. Een deel van hen overleefde dit niet door omstandigheden of geweld van bewakers. Wie achterbleef of protesteerde werd gedood, evenals gevangenen die betrapt werden op het eten van achtergehouden voedsel of lokale bewoners die het waagden de gevangenen te helpen.
- Tijdens Operatie Barbarossa dwongen de Duitsers Sovjetkrijgsgevangenen tot voetmarsen naar de gevangenenkampen onder zware omstandigheden, die een aantal niet overleefden.
- Na de Slag bij Stalingrad werden Duitse krijgsgevangenen gedwongen zich te voet naar de werkkampen te verplaatsen, in hartje winter in slechte omstandigheden.
- Stalin deporteerde hele bevolkingsgroepen onder zeer slechte omstandigheden, waaronder de Wolga-Duitsers en de Tsjetsjenen. Een deel van hen overleed tijdens de tocht. Een andere categorie gedeporteerden waren de zogenaamde koelakken.
- In de dodenmars van Brno werden in mei 1945 duizenden etnische Duitsers uit Brno verdreven door de Tsjechoslowaakse regering, en gedwongen zich te voet te verplaatsen naar kampen bij de Oostenrijkse grens om hen naar Oostenrijk uit te wijzen. Een deel van hen overleefde dit niet.
- Na het Bloedbad van Bleiburg, waarbij de Britten een vluchtelingencolonne van plm. 280.000 personen hadden tegengehouden die vanuit Joegoslavië naar de Britse bezettingszone in Oostenrijk wilden vluchten, werd deze groep door de partisanen gevangengenomen en gedwongen tot de lange voettocht terug. Rond de 70 à 80.000 personen kwamen hierbij om.
- De Dodenmars van Lydda van 1948, waarin 70 à 80.000 Arabieren door het Israëlische leger uit hun woningen werden gedeporteerd.
- In 1951, tijdens de Koreaanse Oorlog, werden 400.000 burgers door de Zuid-Koreaanse autoriteiten gedwongen dienst te nemen in het leger. De omstandigheden waarin zij gedwongen werden naar hun trainingskampen te lopen waren zo zwaar, dat 50 tot 90.000 van hen het leven lieten.
- In diezelfde Koreaanse Oorlog, tijdens de opmars van de VN-troepen tot aan de Chinese grens, ontruimden de Noord-Koreanen de krijgsgevangenkampen en dwongen hun gevangenen tot dodenmarsen noordwaarts en over de Yalurivier, naar China. Hierbij overleed een deel van de deelnemers of kwam om door geweld van bewakers.
- De Rode Khmer ontruimden in 1975, na hun machtsovername, de hoofdstad. Vrijwel de gehele bevolking van Pnomh Penh werd met harde hand gedwongen naar het platteland te verhuizen. Soms werd het mensen die oorspronkelijk voor de oorlog naar de stad waren gevlucht toegestaan naar hun vroegere woonplaats of familie terug te keren, maar vaak (vooral bij oorspronkelijke stedelingen) voerde de tocht naar een werkkamp alwaar een groot deel van hen zou omkomen.

## Dodenmarsen tijdens de Holocaust
Eind 1944 werd nazi-Duitsland steeds verder ingesloten door de geallieerden. Vanuit het oosten rukte de Sovjet-Unie sterk op en in het westen onder meer de Amerikanen, Britten en Canadezen. Hierdoor kwamen de geallieerden steeds dichter bij de concentratiekampen. De Schutzstaffel (SS) wilde de sporen van deze kampen en de Holocaust laten verdwijnen. Om de gevangenen uit deze kampen weg te krijgen, bedacht de SS de dodenmarsen. Voordat er sprake was van dodenmarsen werden al duizenden gevangenen doodgeschoten, vergast, kregen een dodelijke injectie toegediend of kwamen om door honger.
In de beginperiode werden de gevangenen verplaatst naar andere kampen binnen nazi-Duitsland. Ze moesten hiervoor vaak al tientallen kilometers lopen naar een treinstation, waarna ze dagenlang zonder drinken en voedsel werden getransporteerd in goederenwagons of open kolenwagons. De gevangenen waren meestal al verzwakt door de ondervoeding en harde arbeid in de kampen. Bovendien was het winter. Bij aankomst moest soms nog een stuk worden gelopen naar een kamp. Zieke of uitgeputte gevangenen bezweken vaak tijdens de mars en werden veelal geëxecuteerd. Dit geschiedde meestal door middel van een dodelijk schot, maar sommige gevangenen werden door de bewakers doodgeslagen. Wanneer men een dorp of stad passeerde reageerde in sommige gevallen de bevolking de frustraties over de oorlogsnederlaag af op de voorbijlopende gevangenen. Later in de oorlog werden dodenmarsen georganiseerd naar de Oostzee, waar de gevangenen de zee in gejaagd werden en vervolgens werden doodgeschoten. Tot het laatste moment van de oorlog vonden dodenmarsen plaats, zelfs na de zelfmoord van Hitler onder de Flensburgregering. In april 1945 werd een grote groep concentratiegevangenen naar schepen op de Oostzee gedeporteerd, waar ze op 3 mei 1945 door de Britten werden gebombardeerd. Overlevenden die naar de wal zwommen, werden door SS'ers doodgeschoten. Ca. 7.000 personen kwamen hierbij om het leven.
In Centraal-Duitsland gelegen kampen, zoals Bergen-Belsen, werden hierdoor steeds voller. Dit had tot gevolg dat de hygiëne en voedselsituatie, die toch al te wensen overlieten, in rap tempo verslechterden. Dezelfde hoeveelheid ruimte, bedden, sanitair en voedsel moest ineens gedeeld worden door dertig keer zoveel gevangenen. Ziekten, zoals tyfus, braken uit, en in de eerste maanden van 1945 schoot het sterftecijfer in deze kampen omhoog.
Er werden 700.000 tot 800.000 personen gedwongen tot een dodenmars, het merendeel van hen was Joods. Tijdens de marsen stierven ongeveer 250.000 personen door uitputting of bevriezing of doordat ze werden doodgeschoten door de SS'ers.
Sommige dodenmarsen bereikten niet hun einddoel, omdat zij onderweg bij geallieerde troepen in de buurt kwamen. Hun bewakers vluchtten hierop weg, waardoor de gevangenen hun vrijheid tegemoet liepen. Een van de overlevenden van een dodenmars is Elie Wiesel, ontvanger van de Nobelprijs voor de Vrede in 1986.